# Darwin (operativsystem)
Darwin, ett operativsystem med öppen källkod som även används i Mac OS och GNU-Darwin. Kärnan som Darwin och Mac OS X använder heter XNU "X Not Unix".
I allmänhet kompletteras Darwin med andra komponenter också på operativsystemnivå, till exempel i form av systembibliotek för grafiska användargränssnitt.